# Typhlocharis toletana
Typhlocharis toletana is een keversoort uit de familie van de loopkevers (Carabidae). De wetenschappelijke naam van de soort is voor het eerst geldig gepubliceerd in 2010 door Lencina & Andujar.